# معلف
المعلف (نسبة للعلف) مكان لتسمين وتربية المواشي. يُنتج بالأساس لحوم، وأيضًا منتجات كالـروث تستخدم للتسميد الحيوي.